# Алгоритм Чиполлы
Алгоритм Чиполлы — это техника решения конгруэнтного уравнения вида
{\displaystyle x^{2}\equiv n{\pmod {p}},}
где {\displaystyle x,n\in \mathbf {F} _{p}}, так что n будет квадратом числа x, и где {\displaystyle p} является нечётным простым числом. Здесь {\displaystyle \mathbf {F} _{p}} обозначает конечное поле с {\displaystyle p} элементами {\displaystyle \{0,1,\dots ,p-1\}}. Алгоритм носит имя итальянского математика Микеле Чиполлы, открывшего метод в 1907.

## Алгоритм
Вход:
- {\displaystyle p}, нечётное простое число,
- {\displaystyle n\in \mathbf {F} _{p}},  квадрат числа.

Выход:
- число {\displaystyle x\in \mathbf {F} _{p}}, удовлетворяющее равенству {\displaystyle x^{2}=n.}

Шаг 1. Находим число {\displaystyle a\in \mathbf {F} _{p}}, такое, что {\displaystyle a^{2}-n} не является квадратом. Алгоритм для поиска таких чисел {\displaystyle a} неизвестен, за исключением метода проб и ошибок. Просто выбираем какое-либо число {\displaystyle a} и вычисляем символ Лежандра {\displaystyle (a^{2}-n|p)}, чтобы удостовериться, что {\displaystyle a} удовлетворяет условию. Шанс, что случайное число {\displaystyle a} подходит, равен {\displaystyle (p-1)/2p}. Если {\displaystyle p} достаточно велико, эта величина примерно равна {\displaystyle 1/2}. Таким образом, ожидаемое число попыток для получения подходящего a равно 2.
Шаг 2. Получаем x путём вычисления {\displaystyle x=\left(a+{\sqrt {a^{2}-n}}\right)^{(p+1)/2}} в поле {\displaystyle \mathbf {F} _{p^{2}}=\mathbf {F} _{p}({\sqrt {a^{2}-n}})}. Это число x будет одним из корней уравнения {\displaystyle x^{2}=n.}
Если {\displaystyle x^{2}=n}, то {\displaystyle (-x)^{2}=n} также выполняется. Поскольку p нечётно, {\displaystyle x\neq -x}, так что для найденного решения x всегда существует второе решение, равное -x.

## Пример
(Замечание: Все элементы до второго шага принадлежат полю {\displaystyle \mathbf {F} _{13}}, а все элементы второго шага — полю {\displaystyle \mathbf {F} _{13^{2}}}).
Ищем число x, такое, что {\displaystyle x^{2}=10.}
Прежде чем применять алгоритм, нужно проверить, что число {\displaystyle 10} является на самом деле квадратом в поле {\displaystyle \mathbf {F} _{13}}, что означает, что символ Лежандра {\displaystyle (10|13)} должен быть равен 1. Проверить это можно с помощью критерия Эйлера: {\displaystyle (10|13)\equiv 10^{6}\equiv 1{\bmod {1}}3}. Это подтверждает, что 10 является квадратом и к нему можно применить алгоритм.
- Шаг 1: Находим число a, такое что {\displaystyle a^{2}-n} не является квадратом. Как было указано выше, нужно использовать метод проб и ошибок. Выберем число {\displaystyle a=2}, для него {\displaystyle a^{2}-n} буде равно 7. Символ Лежандра {\displaystyle (7|13)} равен -1, что можно опять получить с помощью критерия Эйлера, {\displaystyle 7^{6}=343^{2}\equiv 5^{2}\equiv 25\equiv -1{\bmod {1}}3}. Таким образом, число {\displaystyle a=2} подходит.
- Шаг 2: Вычисляем {\displaystyle x=\left(a+{\sqrt {a^{2}-n}}\right)^{(p+1)/2}=\left(2+{\sqrt {-6}}\right)^{7}.}

{\displaystyle \left(2+{\sqrt {-6}}\right)^{2}=4+4{\sqrt {-6}}-6=-2+4{\sqrt {-6}}.}
{\displaystyle \left(2+{\sqrt {-6}}\right)^{4}=\left(-2+4{\sqrt {-6}}\right)^{2}=-1-3{\sqrt {-6}}.}
{\displaystyle \left(2+{\sqrt {-6}}\right)^{6}=\left(-2+4{\sqrt {-6}}\right)\left(-1-3{\sqrt {-6}}\right)=9+2{\sqrt {-6}}.}
{\displaystyle \left(2+{\sqrt {-6}}\right)^{7}=\left(9+2{\sqrt {-6}}\right)\left(2+{\sqrt {-6}}\right)=6.}
Таким образом, {\displaystyle x=6} является решением, как и {\displaystyle x=-6{\bmod {1}}3=(-6+13){\bmod {1}}3=7.} Действительно, {\displaystyle \ 6^{2}=36{\bmod {1}}3=10} и {\displaystyle 7^{2}=49{\bmod {1}}3=10.}

## Доказательство
В первой части доказательства убедимся, что {\displaystyle \mathbf {F} _{p^{2}}=\mathbf {F} _{p}({\sqrt {a^{2}-n}})=\{x+y{\sqrt {a^{2}-n}}:x,y\in \mathbf {F} _{p}\}} действительно является полем. Для простоты выкладок введём число {\displaystyle \omega }, равное {\displaystyle {\sqrt {a^{2}-n}}}. Конечно, {\displaystyle a^{2}-n} не является квадратичным вычетом, так что квадратный корень не существует в {\displaystyle \mathbf {F} _{p}}. Это {\displaystyle \omega }, грубо говоря, можно рассматривать как аналог комплексного числа i.
Арифметика поля вполне очевидна. Сложение определяется как
{\displaystyle \left(x_{1}+y_{1}\omega \right)+\left(x_{2}+y_{2}\omega \right)=\left(x_{1}+x_{2}\right)+\left(y_{1}+y_{2}\right)\omega }.
Умножение также определяется обычным путём. Если помнить, что {\displaystyle \omega ^{2}=a^{2}-n}, получим
{\displaystyle \left(x_{1}+y_{1}\omega \right)\left(x_{2}+y_{2}\omega \right)=x_{1}x_{2}+x_{1}y_{2}\omega +y_{1}x_{2}\omega +y_{1}y_{2}\omega ^{2}}
{\displaystyle =\left(x_{1}x_{2}+y_{1}y_{2}\left(a^{2}-n\right)\right)+\left(x_{1}y_{2}+y_{1}x_{2}\right)\omega }.
Теперь нужно проверить свойства поля.
Замкнутость по операциям сложения и умножения, ассоциативность, коммутативность и дистрибутивность легко проверить, поскольку поле {\displaystyle \mathbf {F} _{p^{2}}} похоже на поле комплексных чисел (где {\displaystyle \omega } служит аналогом i).

Нейтральным элементом по сложению служит {\displaystyle 0} или, более формально, {\displaystyle 0+0\omega } — если {\displaystyle \alpha \in \mathbf {F} _{p^{2}}}, то
{\displaystyle \alpha +0=(x+y\omega )+(0+0\omega )=(x+0)+(y+0)\omega =x+y\omega =\alpha }.
Нейтральным элементом по умножению служит {\displaystyle 1}, точнее {\displaystyle 1+0\omega }:
{\displaystyle \alpha \cdot 1=(x+y\omega )(1+0\omega )=\left(x\cdot 1+0\cdot y\left(a^{2}-n\right)\right)+(x\cdot 0+1\cdot y)\omega =x+y\omega =\alpha }.
Осталось проверить только, что в {\displaystyle \mathbf {F} _{p^{2}}} существуют обратные элементы по сложению и умножению. Легко видеть, что обратным элементом по сложению числа {\displaystyle x+y\omega } является число {\displaystyle -x-y\omega }, которое также содержится в поле {\displaystyle \mathbf {F} _{p^{2}}}, поскольку {\displaystyle -x,-y\in \mathbf {F} _{p}}. Чтобы показать, что любой ненулевой элемент {\displaystyle \alpha } имеет обратный по умножению элемент, выпишем представления {\displaystyle \alpha =x_{1}+y_{1}\omega } и {\displaystyle \alpha ^{-1}=x_{2}+y_{2}\omega }. Другими словами,
{\displaystyle (x_{1}+y_{1}\omega )(x_{2}+y_{2}\omega )=\left(x_{1}x_{2}+y_{1}y_{2}\left(n^{2}-a\right)\right)+\left(x_{1}y_{2}+y_{1}x_{2}\right)\omega =1}.
Получаем два уравнения, {\displaystyle x_{1}x_{2}+y_{1}y_{2}(n^{2}-a)=1} и {\displaystyle x_{1}y_{2}+y_{1}x_{2}=0}. Решаем эту систему относительно {\displaystyle x_{2}} и {\displaystyle y_{2}}, получим
{\displaystyle x_{2}=-y_{1}^{-1}x_{1}\left(y_{1}\left(n^{2}-a\right)-x_{1}^{2}y_{1}^{-1}\right)^{-1}},
{\displaystyle y_{2}=\left(y_{1}\left(n^{2}-a\right)-x_{1}^{2}y_{1}^{-1}\right)^{-1}}.
Обратные элементы в выражениях для {\displaystyle x_{2}} и {\displaystyle y_{2}} существуют, поскольку они являются элементами поля {\displaystyle \mathbf {F} _{p}}. Тем самым мы завершаем первую часть доказательства.
Во второй части доказательства покажем, что для любого элемента {\displaystyle x+y\omega \in \mathbf {F} _{p^{2}}:(x+y\omega )^{p}=x-y\omega }.
По определению {\displaystyle \omega ^{2}=a^{2}-n} не является квадратом в {\displaystyle \mathbf {F} _{p}}. Тогда критерий Эйлера даёт
{\displaystyle \omega ^{p-1}=\left(\omega ^{2}\right)^{\frac {p-1}{2}}=-1}.
Таким образом, {\displaystyle \omega ^{p}=-\omega }. Это, вместе с малой теоремой Ферма (утверждающей, что {\displaystyle x^{p}=x} для всех {\displaystyle x\in \mathbf {F} _{p}}) и знанием, что в полях с характеристикой {\displaystyle p}, выполняется равенство {\displaystyle \left(a+b\right)^{p}=a^{p}+b^{p}}, показывает желаемый результат
{\displaystyle (x+y\omega )^{p}=x^{p}+y^{p}\omega ^{p}=x-y\omega }.
Третья и последняя часть доказательства показывает, что в случае {\displaystyle x_{0}=\left(a+\omega \right)^{\frac {p+1}{2}}\in \mathbf {F} _{p^{2}}} выполняется {\displaystyle x_{0}^{2}=n\in \mathbf {F} _{p}}.

Вычисляем
{\displaystyle x_{0}^{2}=\left(a+\omega \right)^{p+1}=(a+\omega )(a+\omega )^{p}=(a+\omega )(a-\omega )=a^{2}-\omega ^{2}=a^{2}-\left(a^{2}-n\right)=n}.
Заметим, что эти вычисления имеют место в {\displaystyle \mathbf {F} _{p^{2}}}, так что {\displaystyle x_{0}\in \mathbf {F} _{p^{2}}}. Теорема Лагранжа утверждает, что ненулевой многочлен степени n имеет не более n корней над полем K. Если учесть, что многочлен {\displaystyle x^{2}-n} имеет 2 корня в {\displaystyle \mathbf {F} _{p}}, никаких других корней быть не может {\displaystyle \mathbf {F} _{p^{2}}}. Было показано, что {\displaystyle x_{0}} и {\displaystyle -x_{0}} являются корнями многочлена {\displaystyle x^{2}-n} в {\displaystyle \mathbf {F} _{p^{2}}}, так что должно выполняться {\displaystyle x_{0},-x_{0}\in \mathbf {F} _{p}}.

## Скорость
После нахождения подходящего a число операций, требуемых алгоритмом, составляет {\displaystyle 4m+2k-4} умножений и {\displaystyle 4m-2} сложений, где m — число знаков в двоичном представлении числа p, а k — число единиц в этом представлении. Чтобы найти a методом проб и ошибок, ожидаемое число вычислений символа Лежандра равно 2. Однако может посчастливиться с первого раза, но может потребоваться и более 2 попыток. В поле {\displaystyle \mathbf {F} _{p^{2}}} выполняются следующие два равенства
{\displaystyle (x+y\omega )^{2}=\left(x^{2}+y^{2}\omega ^{2}\right)+\left(\left(x+y\right)^{2}-x^{2}-y^{2}\right)\omega ,}
где {\displaystyle \omega ^{2}=a^{2}-n} заранее известно. Это вычисление требует 4 умножения и 4 сложения.
{\displaystyle \left(x+y\omega \right)^{2}\left(c+\omega \right)=\left(cd-b\left(x+d\right)\right)+\left(d^{2}-by\right)\omega ,}
где {\displaystyle d=(x+yc)} and {\displaystyle b=ny}. Эта операция требует 6 умножений и 4 сложения.
Если предположить, что {\displaystyle p\equiv 1{\pmod {4}},} (в случае {\displaystyle p\equiv 3{\pmod {4}}}, прямое вычисление {\displaystyle x\equiv \pm n^{\frac {p+1}{4}}} много быстрее) двоичное выражение {\displaystyle (p+1)/2} имеет {\displaystyle m-1} знаков, из которых k равны единице. Таким образом, для вычисления {\displaystyle (p+1)/2}-ой степени  числа {\displaystyle \left(a+\omega \right)} первую формулу нужно применить {\displaystyle n-k-1} раз, а вторую — {\displaystyle k-1} раз.
Алгоритм Чиполлы лучше, чем алгоритм Тонелли — Шенкса тогда и только тогда, когда {\displaystyle S(S-1)>8m+20}, где {\displaystyle 2^{S}} максимальная степень 2, на которую делится {\displaystyle p-1} .